# Giới (địa tầng)
Trong địa tầng học, cổ sinh vật học, địa chất học và địa sinh học thì một giới là hồ sơ địa tầng tổng thể đã trầm lắng trong một khoảng thời gian tương ứng nhất định, thuộc về một đại trong niên đại địa chất.
Vì thế nó có thể được sử dụng như là một đơn vị thời gian trong thời địa tầng phác họa ra một khoảng rộng về thời gian — nhỏ hơn một liên đại địa chất, nhưng lớn hơn các đơn vị phân chia kế tiếp đại địa chất như kỷ, thế và kỳ địa chất. Vào khoảng 3.500 triệu năm trước (Ma) sự sống đơn giản đã phát triển trên Trái Đất (các hóa thạch vi sinh vật cổ nhất đã biết tại Australia có niên đại tới con số này. Khí quyển khi đó là hỗn hợp của các khí độc hại như mêtan, amonia, các hợp chất lưu huỳnh v.v.— được gọi là khí quyển khử thiếu nhiều oxy tự do, do nó bị liên kết vào trong các hợp chất).
Các sinh vật đơn giản này, vi khuẩn lam (Cyanobacteria) đã thống trị Trái Đất đang nguội dần trong khoảng 1 tỷ năm và dần dần chuyển hóa khí quyển sang dạng có chứa oxy tự do. Các thay đổi này, cùng với hoạt động kiến tạo đã để lại các dấu vết hóa học (chẳng hạn các thành hệ đá màu đỏ) và các manh mối vật lý khác (định hướng từ trường, các tác nhân hình thành lớp) trong hồ sơ thạch học, và các thay đổi này cùng với các mẫu hóa thạch giàu có và muộn hơn được các chuyên gia sử dụng để phân ranh giới các khoảng thời gian của lịch sử Trái Đất trong các ngành khoa học khác nhau.
Các giới thường không được sử dụng trong thực tế. Trong khi chúng là các đơn vị phân chia nhỏ của các liên giới và chính chúng lại được phân chia thành các hệ thì các chuyên gia xác định niên đại lại ưa thích cách giải quyết tinh tế hơn với các khoảng nhỏ hơn về thời gian khi đánh giá các địa tầng.
Các giới có cùng tên gọi như các đại địa chất. Như thế liên giới Hiển sinh có thể phân chia thành các giới Cổ sinh, giới Trung sinh và giới Tân sinh. Tương tự, liên giới Nguyên sinh được phân chia thành các giới gọi là giới Cổ Nguyên sinh, Trung Nguyên sinh và Tân Nguyên sinh, còn liên giới Thái cổ được chia thành các giới Tiền Thái cổ, Cổ Thái cổ, Trung Thái cổ và Tân Thái cổ, trong đó giới hạn dưới (cổ nhất) của giới Tiền Thái cổ vẫn chưa được định nghĩa.

### Các chủ đề liên quan
- Niên đại địa chất
- Quần động vật
- Vị trí điển hình
- Danh sách các GSSP